# Кавијар
Кавијар је једно од карактеристичних руских јела које се служи у кухињи као предјело за којим слиједе друга јела и за доручак на хлебом премазаном маслацем. Кавијар је сирова рибља икра, а икра представља скуп неоплођених рибљих јајашаца или ситних рибљих јаја. Кавијар се искључиво служи хладан, скупоцен је због процеса производње, да би се добило килограм кавијара, потребно је и до милион ситних рибљих јаја. Често се служи уз шампањац.
Постоје три врсте кавијара различитог квалитета. Најбољи кавијар, бисерносиве боје, добија се од икре јесетре, рибе којом обилује Волга; кавијар који се добија од лососа црвенкасте је боје. Има и мање цијењених врста кавијара, који се добијају од икре других риба.

## Историја
Кавијар и јесетра из Азовског мора почели су да стижу на столове аристократских и племићких Грка у 10. веку, након почетка велике трговине између Византијског царства и Кијевске Русије. Руси су вероватно научили да обрађују рибљу икру сољу од грчких трговаца који су пролазили дуж обале Црног мора, али тек након монголских инвазија индустрија кавијара се развила у Астрахању. Производња је дуго била концентрисана на Каспијско море, а Иранци и Руси су чинили највећи део њене производње.

## Извори
- Davidson, Alan (2014). The Oxford Companion to Food (на језику: енглески). Oxford University Press. ISBN 978-0-19-967733-7.

- The Kingdom of Rye: A Brief History of Russian Food (на језику: енглески). Univ of California Press. 24. 5. 2022. ISBN 978-0-520-38390-6.

- Everyday Life in Byzantium. London: Hippocrene Books. 1967.